# Robert McNamara
Robert Strange McNamara (Oakland, 1916. június 9. – Washington, 2009. július 6.) amerikai üzletember, az Amerikai Egyesült Államok 8. védelmi minisztere 1961–1968 között, a vietnámi háború alatt. 1968-as leváltása után a Világbank 5. elnöke 1981-ig.

## Pályafutása
McNamara a Kalifornia állambeli Oaklandben született. A középső nevét édesanyja után kapta.
1937-ben a Berkeley Egyetemen szerzett fokozatot. Tagja volt a Phi Beta Kappa társaságnak.
1939-ben mester fokozatot szerzett a Harvard Egyetem üzleti iskolájában.
1940-ben visszatért tanítani a Harvard Egyetemre és ő lett a legjobban fizetett és legfiatalabb tanársegéd.
1943-ban belépett az amerikai hadseregbe, ahol századosként szolgált a légierő Statisztikai Ellenőrzési hivatalánál.
1946-ban alezredesként leszerelt a légierőtől.

## Bibliográfia
- (1968) The Essence of Security: Reflections in Office. New York, Harper & Row, 1968; London, Hodder & Stoughton, 1968. ISBN 0-340-10950-5.
- (1973) One hundred countries, two billion people: the dimensions of development. New York, Praeger Publishers, 1973. ASIN B001P51NUA[14]
- (1981) The McNamara years at the World Bank: major policy addresses of Robert S. McNamara, 1968-1981; with forewords by Helmut Schmidt and Léopold Senghor. Baltimore: Published for the World Bank by the Johns Hopkins University Press, 1981. ISBN 0-8018-2685-3.
- (1985) The challenges for sub-Saharan Africa. Washington, DC: 1985.
- (1986) Blundering into disaster: surviving the first century of the nuclear age. New York: Pantheon Books, 1986. ISBN 0-394-55850-2 (hardcover); ISBN 0-394-74987-1 (pbk.).
- (1989) Out of the cold: new thinking for American foreign and defense policy in the 21st century. New York: Simon and Schuster, 1989. ISBN 0-671-68983-5.
- (1992) The changing nature of global security and its impact on South Asia. Washington, DC: Washington Council on Non-Proliferation, 1992.
- (1995) In Retrospect: The Tragedy and Lessons of Vietnam. (with Brian VanDeMark.) New York: Times Books, 1995. ISBN 0-8129-2523-8; New York: Vintage Books, 1996. ISBN 0-679-76749-5.
- (1999) Argument without end: in search of answers to the Vietnam tragedy. (Robert S. McNamara, James G. Blight, and Robert K. Brigham.) New York: Public Affairs, 1999. ISBN 1-891620-22-3 (hc).
- (2001) Wilson's ghost: reducing the risk of conflict, killing, and catastrophe in the 21st century. (Robert S. McNamara and James G. Blight.) New York: Public Affairs, 2001. ISBN 1-891620-89-4.